# بيوناز
بيوناز هي كومونا تقع في وادي أوستا شمال غرب إيطاليا.